# Nytegylet, Blekinge
Nytegylet är en sjö i Olofströms kommun i Blekinge och ingår i Skräbeåns huvudavrinningsområde.